# 銀座あけぼの
銀座あけぼの（ぎんざあけぼの）は和菓子店。和菓子製造と販売の両面を自社でしている。会社名としては株式会社曙。東京都銀座・銀座4丁目交差点近くで1948年（昭和23年）3月に創業。企業設立は1969年（昭和44年）11月。「新しい日本の夜明け」 を願い、あけぼの。と名付けられる。2019年現在、企業としての本社は東京都中央区日本橋浜町2丁目、販売店舗は中央区銀座5丁目の本店、ほか日本橋浜町店など北海道から九州まで店舗を構えている。工場は町田に自社工場、生産子会社を横浜や栃木においている。商品はあられ、最中、ぜんざいなど。